# سیلوستر جیمز گیتس
 سیلوستر جیمز گیتس (انگلیسی: Sylvester James Gates؛ زاده ۱۵ دسامبر ۱۹۵۰) فیزیک‌دان اهل ایالات متحده آمریکا است.